# Юмашев, Валентин Борисович
Валенти́н Бори́сович Юма́шев (род. 15 декабря 1957, Пермь, РСФСР, СССР) — российский журналист, политический деятель и девелопер. Руководитель Администрации Президента Российской Федерации с 11 марта 1997 по 7 декабря 1998 года. Советник Президента Российской Федерации с 23 декабря 1998 года по апрель 2022 года. Действительный государственный советник Российской Федерации 1-го класса (1997).
Юмашев начал карьеру как журналист популярных в 1980-е годы советских изданий «Комсомольская правда» и «Огонёк». В последние годы существования СССР Юмашев свёл близкое знакомство с известным политиком Борисом Ельциным, перешедшим из высшей партийной номенклатуры в оппозицию к советскому руководству. Юмашев выступил биографом Ельцина и его литературным помощником, при его активном участии издавались мемуары Ельцина.
После избрания Ельцина президентом России Юмашев входил в круг людей, обладавших на него наибольшим влиянием, известный как «семья». В этом качестве он сыграл ключевую роль в продвижении политической карьеры Владимира Путина и выборе его в качестве преемника Ельцина. В годы правления Путина Юмашев сочетал деятельность в бизнесе с работой в должности советника президента. По сведениям газеты «Ведомости», Юмашев также выступал в качестве лоббиста.

## Детство и юность
Родился 15 декабря 1957 года в Перми. Воспитывался без отца, мать Александра Николаевна работала воспитательницей в детском саду. В 16 лет вместе с матерью переехал в Московскую область. После переезда работал дворником на даче семьи Чуковского в писательском посёлке Переделкино, где жил тогда писатель-диссидент Александр Солженицын. Мать Юмашева работала уборщицей дач в том же посёлке.
Поступил на заочное обучение на факультет журналистики МГУ, но окончить его не смог. В 1976 году устроился работать курьером в газете «Комсомольская правда», также посещал её подростковый отдел «Алый парус». В 1977 году был призван в армию, где специализировался на засекречивающей аппаратуре связи в войсках дальней авиации.

## Карьера журналиста
В 1978—1979 годах проходил стажировку в школьном отделе газеты «Московский комсомолец».
В 1979—1987 годах работал в «Комсомольской правде», руководил подростковой страницей «Алый парус». Также был обозревателем газеты «Известия».
В 1987 году перешёл на работу в журнал «Огонёк», печатавший статьи на актуальные общественные и экономические темы, являясь одним из символов перестройки. В «Огонёк» Юмашева пригласил замредактора журнала Лев Гущин, ранее работавший вместе с ним в «Комсомольской правде» и «Московском комсомольце». Юмашев получил в журнале должность руководителя отделом писем. Ему удалось поднять роль своего отдела в издании и сделать публикацию читательских писем фирменным знаком журнала. По словам главного редактора Виталия Коротича, Юмашев с Гущиным также втайне от него занимались бизнесом с использованием материалов и возможностей журнала: «возникали целые базарчики». По выражению Коротича, к Гущину захаживали «серьёзные люди с военной выправкой и стальными глазами», Юмашев же выступал посредником между журналистами и чиновниками, будучи «и тем и другим».
В 1991—1995 годах Юмашев был заместителем главного редактора «Огонька», которым после ухода Коротича стал Лев Гущин.

## Карьера в политике и бизнесе
С 1988 года — член КПСС.
В 1989 году во время избирательной кампании по выборам народных депутатов СССР Юмашев познакомился с членом ЦК КПСС депутатом Борисом Ельциным, ставшим впоследствии президентом России. Знакомство состоялось при посредничестве Александра Коржакова — сотрудника государственной безопасности, занятого охраной Ельцина. На базе Центральной студии документальных фильмов Юмашев занимался съёмками документального фильма о предвыборной кампании Ельцина.
Как утверждает ряд журналистов того времени, после распада СССР Юмашев был активнейшим участником пиар-кампании Ельцина. Имея на тот момент огромное влияние в СМИ, он обеспечивал первому президенту поддержку в прессе.
Участвовал в работе предвыборного штаба Ельцина на выборах 1996 года. После победы Ельцина стал советником Президента по вопросам взаимодействия со средствами массовой информации. Соавтор Ельцина по книгам «Исповедь на заданную тему» и «Записки президента».
Был ближайшим другом Бориса Березовского.
С 1995 по 1997 год — генеральный директор ЗАО «Огонёк».
С 1996 года — советник президента по вопросам взаимодействия со средствами массовой информации.
В 1997 году назначен руководителем Администрации президента, сменив на посту Анатолия Чубайса, который стал первым заместителем председателя Правительства РФ.
В конце 1998 года был освобождён от должности руководителя Администрации Президента.
В 1999 году Юмашев выступил инициатором назначения Владимира Путина премьер-министром РФ, а до того продвигал Путина во время его карьеры в администрации президента Ельцина. Сразу после победы Путина на Президентских выборах 2000 года Юмашев уехал в Лондон и жил в небольшой квартире у своих друзей.
В 2000 году вошёл в состав учредителей Фонда Первого Президента России Б. Н. Ельцина.
26 ноября 2009 года Валентин Юмашев, а также его жена Татьяна и их дочь Мария получили гражданство Австрии в особом порядке, благодаря связям с топ-менеджментом канадско-австрийского концерна «Magna». Согласно министерству экономики Австрии, Валентин Юмашев был менеджером «Magna» в России, и получил гражданство Австрии по запросу правительства федеральной земли Бургенланд.
В настоящее время занимается девелоперской деятельностью, владеет половиной башни «Империя» в «Москва-Сити» и половиной управляющего деловым центром ОАО «СИТИ» (49,58 % акций).
Является владельцем 30 % портала «Афиша». Входит в совет директоров компании «МТС».
По данным газеты «Ведомости», с 2000-х годов Юмашев благодаря своему положению и связям работает лоббистом и улаживает конфликты бизнес-структур.
По мнению некоторых политологов и СМИ, являлся одним из инициаторов и идеологов прихода миллиардера Михаила Прохорова в большую политику через лидерство партией «Правое дело». Считается, что участие Валентина Юмашева в этом политическом проекте, оказавшемся столь неудачным для новоиспечённого лидера, было на самом деле для Юмашева очередным коммерческим бизнес-проектом.
22 июня 2018 года был опубликован указ президента Путина о назначении Юмашева на должность советника президента на общественных началах. Позднее в тот же день пресс-секретарь президента Песков сообщил, что Юмашев уже 18 лет является советником Путина.
В сентября 2020 года журналисты сообщили об упоминании Юмашева в документах подразделения Минфина США по борьбе с финансовыми преступлениями. Согласно опубликованным данным, в 2006—2008 годах Юмашев получил 6 миллионов долларов от компании российского бизнесмена Алишера Усманова.
В мае 2022 года агентство «Рейтер» сообщило, что Юмашев ушёл с поста советника Путина в апреле 2022 года.

## Семья
От первого брака с Ириной Веденеевой имеет дочь Полину. В 2001 году Полина вышла замуж за Олега Дерипаску.
Женат вторым браком на дочери первого Президента России Бориса Ельцина — Татьяне Дьяченко (род. 1960). В апреле 2002 года у Юмашева и Дьяченко родилась дочь Мария.

## Недвижимость
В 2021 году стало известно, что Татьяна Юмашева владеет виллой стоимостью 15 000 000 евро на острове в Карибском море. Валентин Юмашев, на имя которого куплена вилла, не стал отрицать владение недвижимостью. Большую часть денег для покупки, заявил «Новой газете» Юмашев, он одолжил в одном из российских банков, остальное заработал на дивидендах от 1,6 % акций En+, которые ему подарил на юбилей бывший зять Олег Дерипаска, а также на доходах от консалтинга и работы в советах директоров различных компаний.

## Критика и скандалы
Валентин Юмашев стал персонажем документального сериала Фонда борьбы с коррупцией под названием «Предатели», который вышел на экраны в 2024 году.

## Санкции
3 июня 2025 года Юмашев и его супруга внесены в санкционный список Канады лиц, которые по данным «Фонда борьбы с коррупцией», поддерживали нападение на Украину, либо извлекали выгоду от войны. Ранее «Фонд борьбы с коррупцией» внёс Валентина Юмашева в список коррупционеров и разжигателей войны так как он «содействовала назначению Путина сначала премьер-министром, а затем президентом России».

## Награды
- Именной пистолет «Вальтер» PPK от директора Федеральной службы налоговой полиции Российской Федерации В. Ф. Солтаганова.
- Благодарность Президента Российской Федерации (11 марта 1997 года) — за активное участие в подготовке Послания Президента Российской Федерации Федеральному Собранию 1997 года[32].
- Благодарность Президента Российской Федерации (25 июля 1996 года) — за активное участие в организации и проведении выборной кампании Президента Российской Федерации в 1996 году[33].

## Классный чин
- Действительный государственный советник Российской Федерации 1 класса (1997).